# Kengo Kawanishi
Kengo Kawanishi (河西 健吾 Kawanishi Kengo?,  Prefectura de Osaka, Japón, 18 de febrero de 1985) es un actor de voz japonés. Previamente estuvo afiliado a Office Kaoru, y actualmente lo está con Mausu Promotion.

## Biografía
Kawanishi nació el 18 de febrero de 1985 en la prefectura de Osaka, Japón. En 2005, se graduó de la Amusement Media Academy e hizo su debut como actor de voz al año siguiente. En 2010, fue el doblador japonés del personaje de Christopher Wilde en la película Starstruck. Kawanishi formó parte de Office Kaoru hasta junio de 2012 y después de haber trabajado como artista independiente por un tiempo, se unió a Mausu Promotion el 1 de febrero de 2013.

## Filmografía

### Anime
2006
- Atashi'n chi como Cliente D
- Angel Heart como Niño
- Kanon como Audiencia
- Doraemon

2009
- Saki como Referee

2010
- Sazae-san
- Naruto Shippuden como Varios
- Hakuōki como Samurái de Aizu
- Asobi ni Iku yo! como Reportero

2011
- Itsuka Tenma no Kuro Usagi como Estudiante
- Naruto Shippuden como Kagami Uchiha, Sagiri (ep 235), Chunin, investigador, amigo, Kage
- Beelzebub como Kōsei Kuroki (Kagegumi), Referee (ep 35)
- Blood-C como Estudiante
- Gintama' como Otaku A
- Deadman Wonderland como Matayoshi
- Gosick como Niño italiano, niño soldado

2012
- Aoi Sekai no Chūshin de como Myomuto
- Naruto Shippuden como Konoha Shinobi, Kumogakure Shinobi, Shinobi, Samurái, Zaji
- Accel World como Avatar C
- Another como Junta Nakao
- Inu x Boku SS como Niño 2 (ep 6)
- Phi Brain: Kami no Puzzle 2 como Hombre
- Beelzebub como Hasui (ep 54), Quetzalcoatl

2013
- Space Battleship Yamato 2199 como Mitsuru Yoshida
- Inazuma Eleven GO: Galaxy como Kazerma Woorg
- Naruto Shippuden acomoShū (eps 309-310), Edo tensei Shinobi, Shinobi Union, Naka Uchiha
- Kami-sama no Inai Nichiyōbi como Hardy (eps 7-8), Questine (eps 10-12), estudiante
- Golden Time como Estudiante
- Nagi no Asukara como Gaku Egawa
- Samurai Flamenco como Man B, Male student C (ep 4)
- Tokurei Sochi Dantai Stella Jo-Gakuin Kōtō-ka Shīkyūbu C³-bu como Enemigo C (ep 3)
- Strike the Blood como Caster (ep 3), Driver (ep 2), Iron Guard (ep 7)
- Daiya no Ace como Wataru Kariba, Yoshimi Hidokoro, Narushima Junior High School team
- Little Busters! Refrain como Estudiante D (ep 8)

2014
- Golden Time como Kazuya
- Nobunaga the Fool como Niño de Domrémy (ep 15)
- Sekai Seifuku: Bōryaku no Zuvizudā como  "big bro" smoker (ep 3), capital guard B (ep 11)
- No Game No Life como Populace
- Samurai Flamenco como Operador
- Haikyū!! como Shigeru Yahaba, Kitagawa Daiichi member A (ep 1)
- Aldnoah.Zero como Kisaki Matsuribi
- Gekkan Shōjo Nozaki-kun como Estudiante (ep 1)
- Seirei Tsukai no Bladedance como Audiencia (ep 4)
- Naruto Shippuden como Shinobi de Kirigakure, Konohagakure villager, Konoha Anbu, Kakashi's student, Tobirama Senju (joven)
- Ushinawareta Mirai o Motomete como Yoshida
- Noragami como Estudiante D
- Psycho-Pass 2 como Kyohei Otsu

2015
- Aldnoah Zero 2 como Kisaki Matsuribi
- Naruto Shippuden como Estudiante (eps 418-419), amigo (ep 415), Mikoshi
- JoJo's Bizarre Adventure: Stardust Crusaders como Mangaka (ep 26); Tatsuhiko Doll (ep 40)
- Daiya no Ace 2 como Seki Naomichi, Wataru Kariba
- Hello!! Kin-iro Mosaic como Estudiante, maestro B
- Owari no Seraph como Vampiro
- Yamada-kun to 7-nin no Majo como Fan de Urara B (ep 1)
- Hibike! Euphonium como Miembro de banda (ep 5)
- Ore Monogatari!! como Estudiante A
- Arslan Senki como Asim (eps 1-2)
- Shokugeki no Sōma como Shōji Satō, Estudiante B (ep 17), Estudiante E (ep 3), Estudiante B (eps 1, 14)
- Shimoneta to Iu Gainen ga Sonzai Shinai Taikutsu na Sekai como Varios
- Sidonia no Kishi: Battle for Planet Nine como Mecánico (ep 10)
- To Love-Ru Darkness 2nd como Pirata C
- Charlotte como Shichino
- Rokka no Yūsha como Soldado A (ep 3)
- Gate: Jieitai Kano Chi nite, Kaku Tatakaeri como Adolescente, Nicola, Personnel, Clerk, Saver, Roger
- Gakusen Toshi Asterisk como Estudiante B (ep 1)
- Rakudai Kishi no Cavalry como Estudiante (ep 1), guardia de seguridad (ep 3)
- Mobile Suit Gundam: Iron-Blooded Orphans como Mikazuki Augus

2016
- Prince of Stride: Alternative como Aoi Shima, Arata Samejima
- Naruto Shippuden como Shisui Uchiha (joven)
- Active Raid 2nd como Sosuke Torigoe, Taiga Nawa
- Sangatsu no Lion como Rei Kiriyama[7]
- Saiki Kusuo no Psi-nan como Kenji Tanihara
- Bungō Stray Dogs como John Steinbeck[8]
- All Out!! como Shōta Adachigahara
- JoJo's Bizarre Adventure: Diamond Is Unbreakable como Terunosuke Miyamoto
- Luck & Logic como Ferio

2017
- Akiba's Trip como Shōhei
- Atom: The Beginning como Kensaku Han[9]
- Chronos Ruler como Bill Raidan
- Dive!! como Jirō Hirayama[10]
- The Idolm@ster SideM como Ken Yamamura
- Kabukibu! como Jin Ebihara
- Naruto Shippuden como Yurito
- Yōjo Senki como Johann
- Sakurada Reset como Chiruchiru[11]

2018
- Hinamatsuri como Sabu
- Doreiku como Gekkō Itabashi
- Jingai-san no Yome como Sora Hikurakawa[12]
- Dr. Stone como Gen Asagiri

2019
- Kimetsu no Yaiba - Muichiro Tokito

2021
- Tokyo Revengers - Nahoya Kawata
- Blue Period - Haruka Hashida

2022
- Chainsaw Man - Kurose
- Tate no Yūsha no Nariagari Season 2 - Etnobalt

2023
- Kubo-san wa Mob wo Yurusanai - Junta Shiraishi
- Blue Lock - Eita Otoya
- Kimetsu no Yaiba: Katanaji no Sato-hen - Muichirō Tokito

2024
- Bōkyaku Battery - Shuto Kirishima
- Kaiju No. 8 - Sōshirō Hoshina

2025
- Kowloon Generic Romance - Yūlong

### ONAs
- Monster Strike (2015) como Akira Kagetsuki

### OVAs
- Daiya no Ace (2014) como Baba

### Películas animadas
- Naruto: Blood Prison (2012) como Muku (joven)
- Puella Magi Madoka Magica the Movie: Rebellion (2013) como Estudiante
- Boruto: Naruto the Movie (2015) como Yurui
- Kokoro ga Sakebitagatterunda (2015) como Kazuharu Yamaji
- Batman Ninja (2018) como Red Robin[13]

### CD dramas
- Hibi Chōchō (2014) como Estudiante
- Neko to Watashi no Kin'yōbi (2015) como Kanade Maidō

### Videojuegos
- Arknights como Noir Corne **
- Lord od Sorcery (2012) como Fin
- Haikyū!! Tsunage! Itadaki no keshiki!! (2014) como Shigeru Yahaba
- The Evil Within (2014) como Leslie Withers (doblaje)
- Prince of Stride (2015) como Aoi Shima, Arata Samejima
- Fire Emblem Fates (2015) como Príncipe Siegbert
- Mobile Suit Gundam: Extreme VS Force (2015) como Mikazuki Augus
- Akai Suna Ochiru Tsuki (2016) como Shiro Ebisu
- Mobile Suit Gundam: Extreme VS Maxi Boost ON (2016) como Mikazuki Augus
- Onmyōji (2016) como Shishio
- Akane-sasu Sekai de Kimi to Utau (2017) como Fujiwara no Michinaga
- Touken Ranbu (2018) como Nansen Ichimonji
- The Evil Within Psychobreak como Leslie
- Sengoku Night Blood como Takakage Kobayakawa
- The Sky Railroad and Shiro's Journey (2020) como Takase
- Honkai: Star Rail (2023) como Aventurine (Japanese voice)

### Doblaje

#### Imagen real
- Boychoir como Devon (Joe West)
- Dear Evan Hansen como Connor (Colton Ryan)
- The D Train como Zach Landsman (Russell Posner)
- Dawn of the Planet of the Apes como Alexander (Kodi Smit-McPhee)
- Harry Potter y las Reliquias de la Muerte: parte 2 como Blaise Zabini (Louis Cordice)
- Harry Potter y el misterio del príncipe como Blaise Zabini (Louis Cordice)
- Hatfields & McCoys como Ellison "Cotton Top" Mounts (Noel Fisher)
- In the Heart of the Sea como Thomas Nickerson (Tom Holland, joven)
- Into the Storm como Trey Fuller (Nathan Kress)
- It Follows como Paul (Keir Gilchrist)
- Manchester by the Sea como Patrick Chandler (Lucas Hedges)
- Mercy como Buddy (Joel Courtney)
- Pretty Little Liars como Mike Montgomery (Cody Christian)
- Pride como Joe "Bromley" Cooper (George MacKay)
- Scream como Noah Foster (John Karna)
- So Random! como Chad Dylan Cooper (Sterling Knight)
- Sunny, entre estrellas como Chad Dylan Cooper (Sterling Knight)
- Starstruck como Christopher Wilde (Sterling Knight)
- Stealing Cars como Billy Wyatt (Emory Cohen)
- Step Up 2: The Streets como Monster (Luis Rosado)
- The Zero Theorem como Bob (Lucas Hedges)

#### Animación
- Thor: Tales of Asgard como Loki
- Walking with Dinosaurs como Ricky